# Euboia
Euboia, Euboja, Euboea nebo Evvia (řecky Εύβοια) je ostrov u pobřeží Řecka v západní části Egejského moře. Je to druhý největší ostrov Řecka po Krétě a šestý největší ostrov ve Středozemním moři. Někdy bývá řazen do souostroví Sporady, většinou však je pro svou velikost uváděn samostatně. Má rozlohu 3 655 km².

## Obyvatelstvo
Celý ostrov je součástí stejnojmenné regionální jednotky, která kromě hlavního ostrova zabírá i okolní ostrovy a část pevniny. V roce 2011 na ostrově žilo 192 201 obyvatel. Na ostrově je celkem 7 obcí, v rámci nich 24 obecních jednotek a 158 komunit. V závorkách je uveden počet obyvatel obcí, obecních jednotek a komunit.
- Obec Chalkis (85608).[3]
  - Obecní jednotka Chalkis (59125) – komunity: Chalkis (59125).
  - Obecní jednotka Lilantia (16994) – komunity: Afrati (1416), Agios Nikolaos (3426), Fylla (1577), Mytikas (1808), Nea Lampsakos (2196), Vasiliko (6571).
  - Obecní jednotka Nea Artaki (9489) – komunity: Nea Artaki (9489).
- Obec Dirfys-Messapia (18800).
  - Obecní jednotka Dirfys (5473) – komunity: Agios Athanasios (295), Amfithea (262), Glyfada (194), Kampia (218), Kathenoi (630), Loutsa (298), Mistros (446), Paliouras (418), Pissonas (652), Pournos (302), Steni Dirfyos (654), Stropones (650), Theologos (365), Vounoi (89).
  - Obecní jednotka Messapia (13327) – komunity: Agia Sofia (168), Attali (430), Kamaritsa (421), Kastella (1520), Kontodespoti (251), Kyparissi (164), Makrykapa (804), Nerotrivia (432), Pagontas (100), Politika (1590), Psachna (6050), Stavros (348), Triada (1049).
- Obec Eretria (13053).
  - Obecní jednotka Amarynthos (6723) – komunity: Amarynthos (3672), Ano Vatheia (468), Gymno (2033), Kallithea (458), Seta (92).
  - Obecní jednotka Eretria (6330) – komunity: Eretria (6330).
- Obec Istiaia-Aidipsos (21083).
  - Obecní jednotka Aidipsos (6141) – komunity: Agios (993), Gialtra (629), Loutra Aidipsou (4519).
  - Obecní jednotka Artemisio (3712) – komunity: Agdines (164), Agriovotano (193), Artemisio (849), Asmini (783), Ellinika (377), Gerakiou (134), Goubai (507), Vasilika (704).
  - Obecní jednotka Istiaia (7091) – komunity: Avgaria (96), Galatsades (148), Galatsona (65), Istiaia (5522), Kamaria (381), Kokkinomilea (72), Kryoneritis (189), Milies (169), Monokarya (155), Voutas (294).
  - Obecní jednotka Lichada (1122) – komunity: Lichada (1122).
  - Obecní jednotka Oreoi (3017) – komunity: Kastaniotissa (224), Neos Pyrgos (786), Oreoi (1209), Taxiarchis (798).
- Obec Karystos (12179).[4]
  - Obecní jednotka Kafireas (342) – komunity: Amygdalia (195), Komito (147).
  - Obecní jednotka Karystos (6752) – komunity: Aetos (487), Grampia (266), Kalyvia (557), Karystos (5121), Myloi (133), Platanistos (188).
  - Obecní jednotka Marmari (2369)[4] (x) – komunity: Agios Dimitrios (163), Aktaio (51), Giannitsi (143), Kallianos (202), Katsaroni (108), Marmari (1260)[4], Melissonas (33), Paradeisi (194), Stouppaioi (215).
  - Obecní jednotka Styra (2716) – komunity: Almyropotamos (410), Mesochoria (324), Nea Styra (1254), Polypotamos (68), Styra (660).
- Obec Kymi-Aliveri (28437).
  - Obecní jednotka Avlon (4498) – komunity: Achladeri (699), Agios Georgios (280), Avlonari (1354), Neochori (574), Oktonia (650), Orio (406), Orologi (331), Pyrgi (224).
  - Obecní jednotka Dystos (4818) – komunity: Argyro (392), Dystos (699), Koskina (411), Krieza (842), Lepoura (276), Petries (889), Velos (602), Zarakes (707).
  - Obecní jednotka Konistres (3023) – komunity: Agios Vlasios (351), Ano Kourouni (68), Kadi (294), Kato Kourouni (82), Kipoi (213), Konistres (733), Kremastos (153), Makrychori (52), Manikia (131), Monodryo (590), Vrysi (356).
  - Obecní jednotka Kymi (7112) – komunity: Andronianoi (446), Ano Potamia (114), Enoria (237), Kalimerianoi (361), Kymi (2870), Maletianoi (169), Metochi Dirfyon (403), Oxylithos (1149), Platana (384), Pyrgos (200), Taxiarches (275), Vitala (504).
  - Obecní jednotka Taminaioi (8986) – komunity: Agios Ioannis (1360), Agios Loukas (1020), Aliveri (5249), Gavalas (265), Partheni (225), Prasino (448), Tharounia (74), Trachili (345).
- Obec Mantoudi-Limni-Agia Anna (12045).
  - Obecní jednotka Elymnioi (4490) – komunity: Kechries (667), Kourkouloi (314), Limni (2046), Rovies (1271), Skepasti (192).
  - Obecní jednotka Kireas (5411) – komunity: Dafnoussa (74), Farakla (178), Kirinthos (725), Mantoudi (1787), Metochi (160), Pilio (628), Prokopi (948), Spathari (280), Strofylia (472), Vlachia (159).
  - Obecní jednotka Nileas (2144) – komunity: Achladi (349), Agia Anna (1009), Amelantes (22), Kerameia (118), Kerasia (247), Kotsikia (179), Pappades (220).

## Okolní moře
Od pevniny je oddělena Severním a Jižním Euboiským průlivem mezi nimiž se nachází úžina Euripos, která je široká 40 m a je překlenuta mostem. Kromě toho je na severu ostrov od pevniny oddělen úžinou Trikeri. Na jihu se Jižní Euboiský průliv rozšiřuje a vytváří Petalijskou zátoku. Od ostrova Andros odděluje Euboiu Kafirejská úžina.

## Povrch ostrova
Ostrov je hornatý a nejvyšší vrchol Dirfi dosahuje nadmořské výšky 1743 m n. m.

## Flóra a fauna
Na ostrově se pěstuje vinná réva a olivy a chovají se ovce a kozy.